# Maya Lin

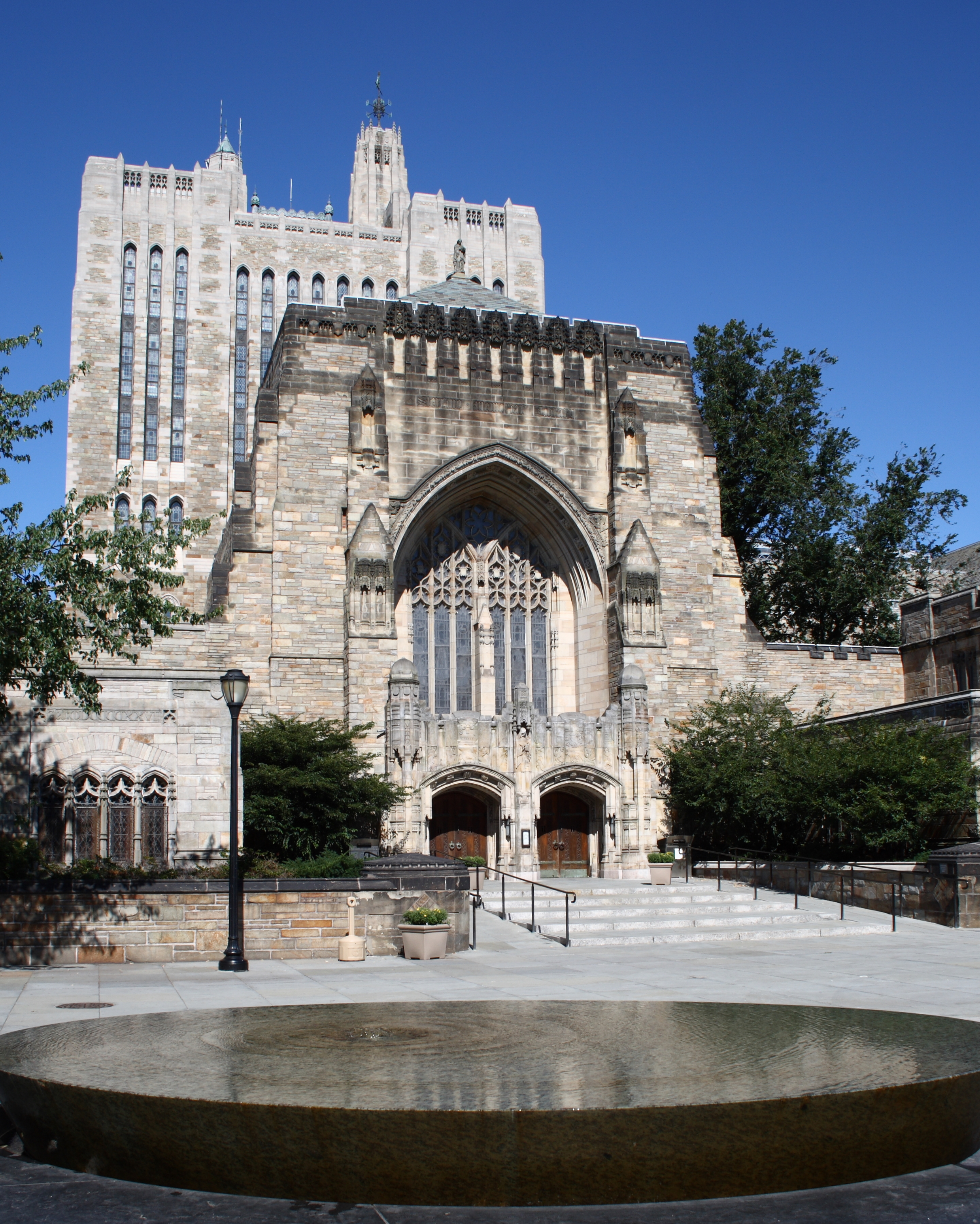
Maya Lin, Sterling Memorial Library

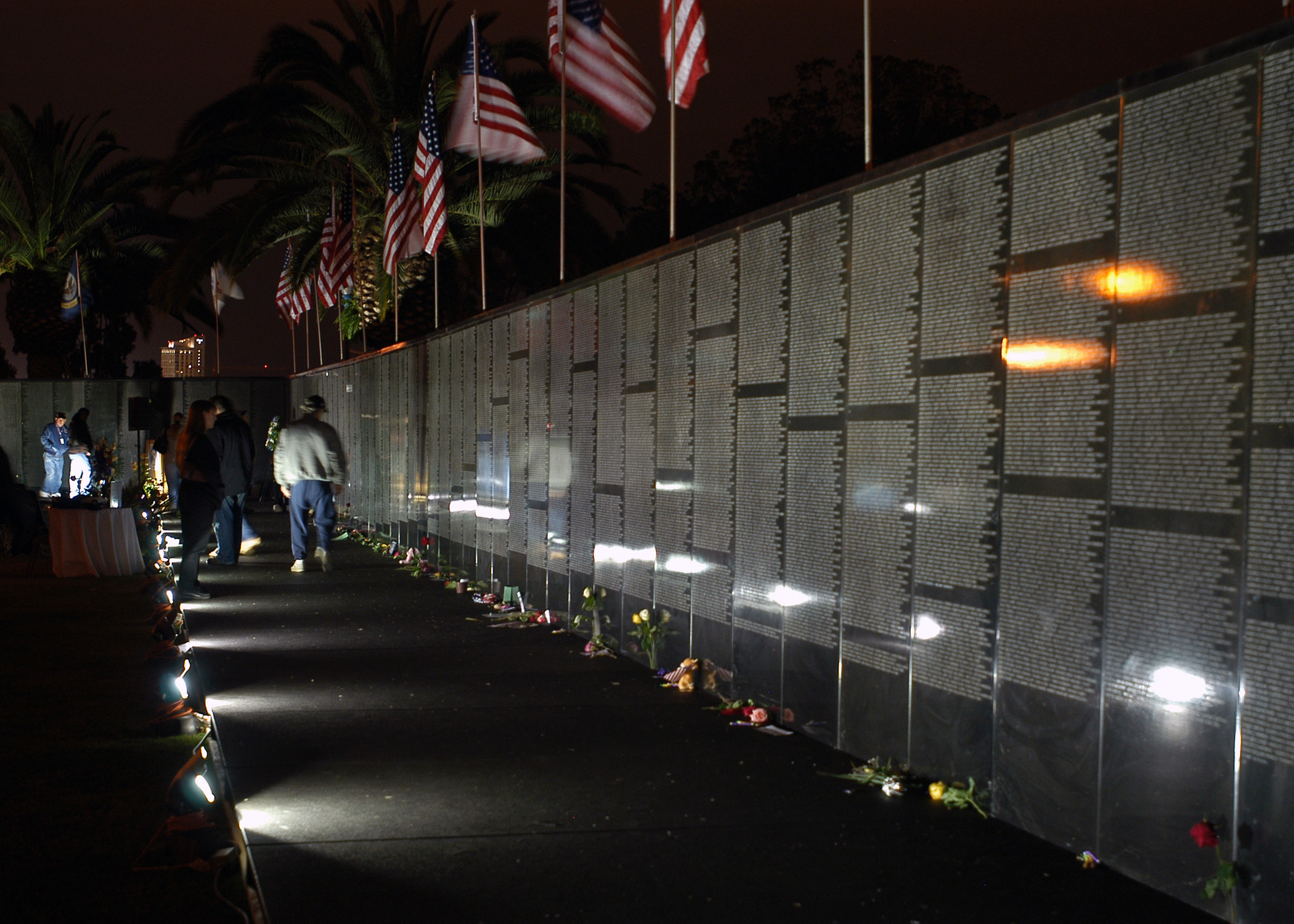
Maya Lin, Memorial a los Veteranos del Vietnam, Washington D. C.

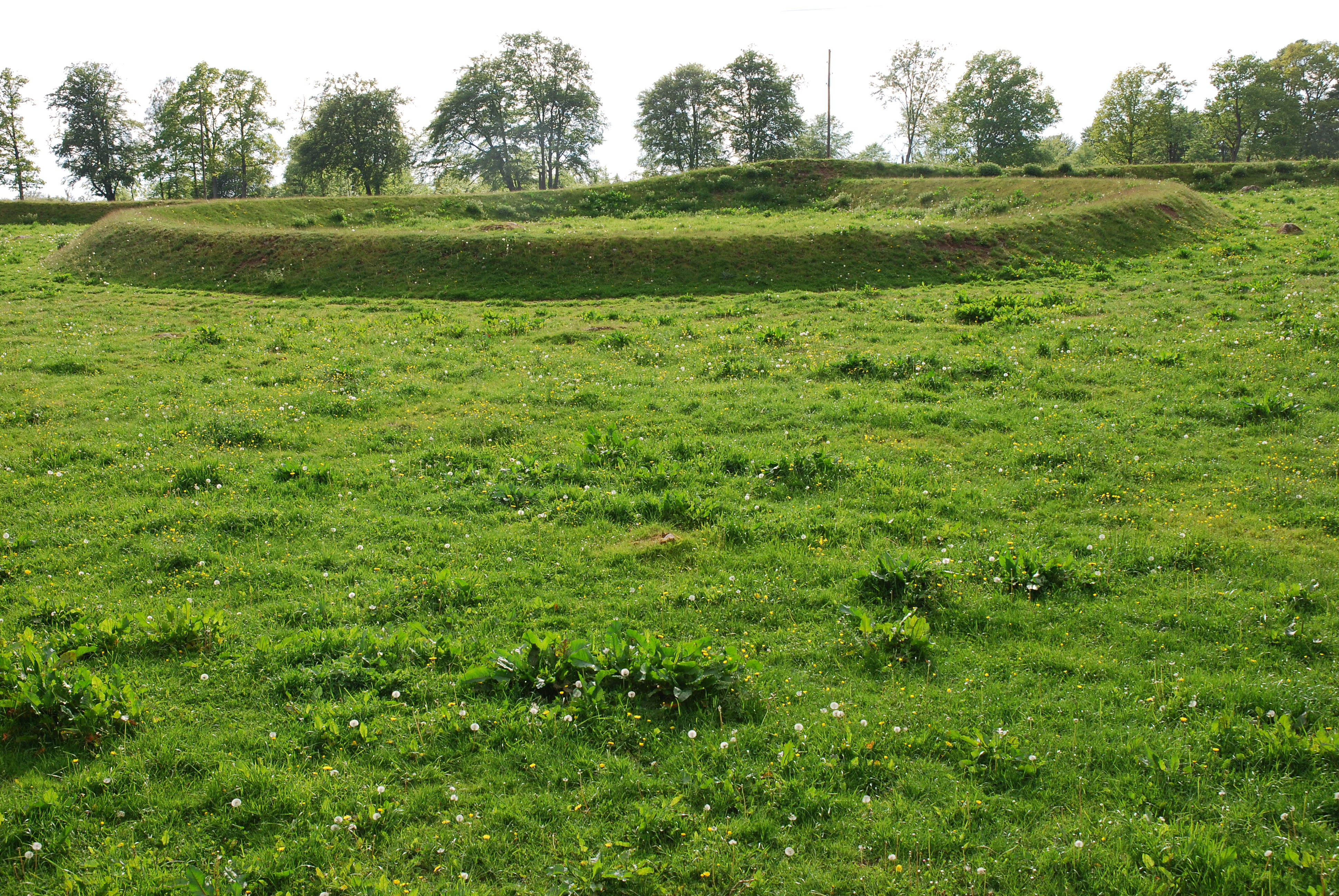
Maya Lin, 11 Minute Line

Maya Ying Lin (chino tradicional: 林瓔; chino simplificado: 林璎; pinyin: Lín Yīng) (Athens, Ohio, 5 de octubre de 1959) es una artista y arquitecta estadounidense conocida por su trabajo en escultura y arte de paisajes. Su trabajo más conocido es el Monumento a los Veteranos del Vietnam en Washington D. C..

## Primeros años
Hija de inmigrantes chinos, su padre fue un ceramista y decano de la Escuela de Artes de la Universidad de Ohio y su madre, poeta y profesora en la misma universidad.
Recibió su título de Grado en Artes, en la Universidad de Yale en el año 1981, donde posteriormente obtuvo su Master in Architecture en 1986.

## Trayectoria

### Obras de arte
El nombre de Maya Lin, se hizo conocido a raíz de la polémica desatada en el año 1981, cuando aún siendo una graduada universitaria, ganó el concurso público para el diseño del Memorial de los Veteranos de Guerra de Vietnam a erigirse en Washington. Su proyecto, que se impuso por sobre otras 1441 entradas, fue motivo de numerosas críticas y que no solamente se relacionaban a la propuesta en sí, que estaba en las antípodas del tradicional monumento heroico, sino que también por su condición de mujer y su origen étnico, que fue interpretado casi como un insulto para algunos de los sectores más conservadores de los Estados Unidos.
Luego de arduos debates en los que la propia Lin fue la protagonista, defendiendo su proyecto y su postura, ante todos los medios e incluso frente al Congreso norteamericano, el proyecto fue llevado a cabo en 1982 transformándose en uno de los monumentos más visitados por los estadounidenses. El monumento, un gran tajo con forma de V, que apunta hacia los memoriales de Washington y de Lincoln, construido con granito pulido negro, sobre el que se tallaron los nombres de más de 58000 americanos muertos y desaparecidos durante la guerra, actúa como una herida en la tierra que simboliza la gravedad de la pérdida.
La simpleza y la fuerza de la propuesta, opera como un elemento de identificación directa de los visitantes al verse reflejados sus rostros que se entremezclan con los nombres de aquellos que ya no están.
Su siguiente obra importante, es el Monumento por los Derechos Civiles, en Montgomery, Alabama, en 1989, para el que Lin creó un género escultórico llamado water table. En esta propuesta, la interacción entre el monumento y el espectador se lleva a cabo cuando el visitante interrumpe el flujo de agua que fluye sobre la superficie horizontal de granito sobre el que están esculpidos distintos momentos cruciales en la historia de los derechos civiles de los Estados Unidos.
El mismo principio fue usado en 1993 para en el monumento que conmemora la presencia de la mujer en la Universidad de Yale y en 2000, en la escultura Timetable en la Universidad de Stanford, que intenta ser una meditación sobre el concepto del tiempo, en un mundo atravesado por la instantaneidad de Internet.
Es de destacar el Confluence Project (Chief Timoth Park, 2011) en el que, por medio de una serie de instalaciones al aire libre, se explora la confluencia de historia, cultura y ecología en el sistema del río Columbia. En el Storm King Wavefield (Mountainville, New York, 2007-2008), mediante una intervención de movimiento ondulante sobre el terreno natural, la artista busca una reflexión sobre la idea de la naturaleza, el movimiento y lo estático.

### Obras de arquitectura
En su obra arquitectónica, Lin ha demostrado una capacidad de dar respuesta a los requerimientos propios de la disciplina desde una sensibilidad artística que da como resultado obras en las que el espacio y la materialidad se relacionan desde una mirada que va más allá de lo estrictamente funcional, para transformarse en una forma de conciencia de lo ambiental, promoviendo una arquitectura que no solamente se apoya en la idea de lo sustentable, sino que también en la idea del ambiente como algo que es inherente al ser humano desde lo cultural, lo social, lo histórico y lo psicológico, y en el que la belleza cumple un rol fundamental.
Entre sus obras más importantes podemos nombrar la Capilla y Biblioteca de la Fundación en Defensa de los Niños (Clinton, Tennessee,1999); el Centro de Escultura (Long Island City, 2002), la Box House (Telluride, Colorado, 2006) y el Museo Chino en América (Nueva York, 2009).

## Características de la obra
Lin refiere al entorno social, cultural y natural en el que ha sido criada, como un elemento fundamental en su formación. Tanto el arte de sus padres, imbuido de un sentido de simpleza y cierta gracia relacionada con la estética asiática, como el entorno natural en el que jugaba de niña, con sus colinas de bosques y la presencia de túmulos de los pueblos nativos locales, han sido factores que han ido conformando su particular sensibilidad artística y arquitectónica. Lin es sobrina nieta de Lin Huiyin, la primera arquitecta china.
Sus propuestas de Land Art/Site Specific han sido uno de los grandes fuertes en la obra de Lin, ya que el paisaje es el contexto y la fuente de inspiración para todo su trabajo que está basado no sólo en un genuino interés por la conservación de la naturaleza sino que también en la interacción del hombre con la misma, desde un orden sistemático ligado a la historia, el lenguaje y el tiempo.

## Reconocimientos
Maya Lin, quien por su obra ha sido premiada en varias ocasiones, entre las que se encuentra la National Medal of Arts otorgada por el presidente Barack Obama, ha tenido una actuación importante en diversas organizaciones relacionadas con el medio ambiente, como Miembro del National Resources Defense Council y también como asesora en el uso de energía sustentable. También ha sido parte del Jurado de Selección del diseño del World Trade Center Site Memorial.
Sus piezas de arte han sido exhibidas en museos alrededor del mundo. Algunas de ellas con carácter de permanentes, como Pin River – Yangtze en la embajada americana en Beijing, China y Where the Land Meets the Sea en la Academia de Ciencias de California, en San Francisco.